# مایلز سیتی (مونتانا)
مایلز سیتی (به انگلیسی: Miles City) شهری در ایالت مونتانا کشور ایالات متحده آمریکا است که جمعیت آن در سرشماری سال ۲۰۱۰ میلادی، ۸٬۴۱۰ نفر بوده‌است.